# Rassemblement national français
Ne doit pas être confondu avec Rassemblement national.
Le Rassemblement national français est un parti politique français d'extrême droite fondé en 1954 par Jean-Louis Tixier-Vignancour.

## Histoire
Il a été fondé en 1954 par Jean-Louis Tixier-Vignancour. Albert Frouard en était le secrétaire général.
Il obtient un siège de député aux élections législatives françaises de 1956.